# 알리오스
알리오스(Alioth) 또는 큰곰자리 엡실론은 큰곰자리를 이루는 항성이다. 바이어 명명법상 명칭인 '엡실론'(ε)과는 달리 실제로는 겉보기 등급 1.76으로 큰곰자리에서 가장 밝은 별이며 밤하늘 전체에서는 31 번째로 밝다.[1] 알리오스는 큰곰자리 내 곰의 꼬리 부분에서 몸통에 가장 가까운 별이자, 큰 국자(동양권에서는 북두칠성)의 손잡이 가장 안쪽에 있는 별이기도 하다. 알리오스는 별들이 성기게 모여 있는 큰곰자리 운동성단의 일원이다. 역사적으로 이 별은 57 개의 항해별 중 하나로 해상 무역 때 천측항법에 자주 이용되었다.

## 명칭
큰곰자리 엡실론은 바이어 명명법으로 이 항성을 부른 명칭이다.
알리오스(Alioth)는 아랍어로 '양의 굵은 꼬리'를 뜻하는 'alyat'에서 왔다. 2016년 국제천문연맹(IAU)은 항성의 고유명칭을 정리 및 표준화한다는 취지하에 항성명칭심의위원회(WGSN)를 조직했다. 알리오스 명칭은 위원회가 2016년 7월 발표한 목록에 포함되어 있다.
힌두교 문화권에서는 이 별을 일곱 리쉬 중 한 명인 '앙기라스'로 불렀다.
동아시아 별자리에서 알리오스는 북두(北斗)에 속해 있다. 북두는 큰곰자리 엡실론, 알파, 베타, 감마, 델타, 제타, 에타로 이루어져 있다. 이들 중 알리오스의 단독 명칭은 중국 사기의 천관서(天官書)에 북두오(北斗五) 또는 옥형(玉衡)으로 실려 있으며, 당나라 시절 밀교 경전 불설북두칠성연명경(佛説北斗七星延命經)에는 염정(廉貞)으로 나와 있다.

## 물리적 특징

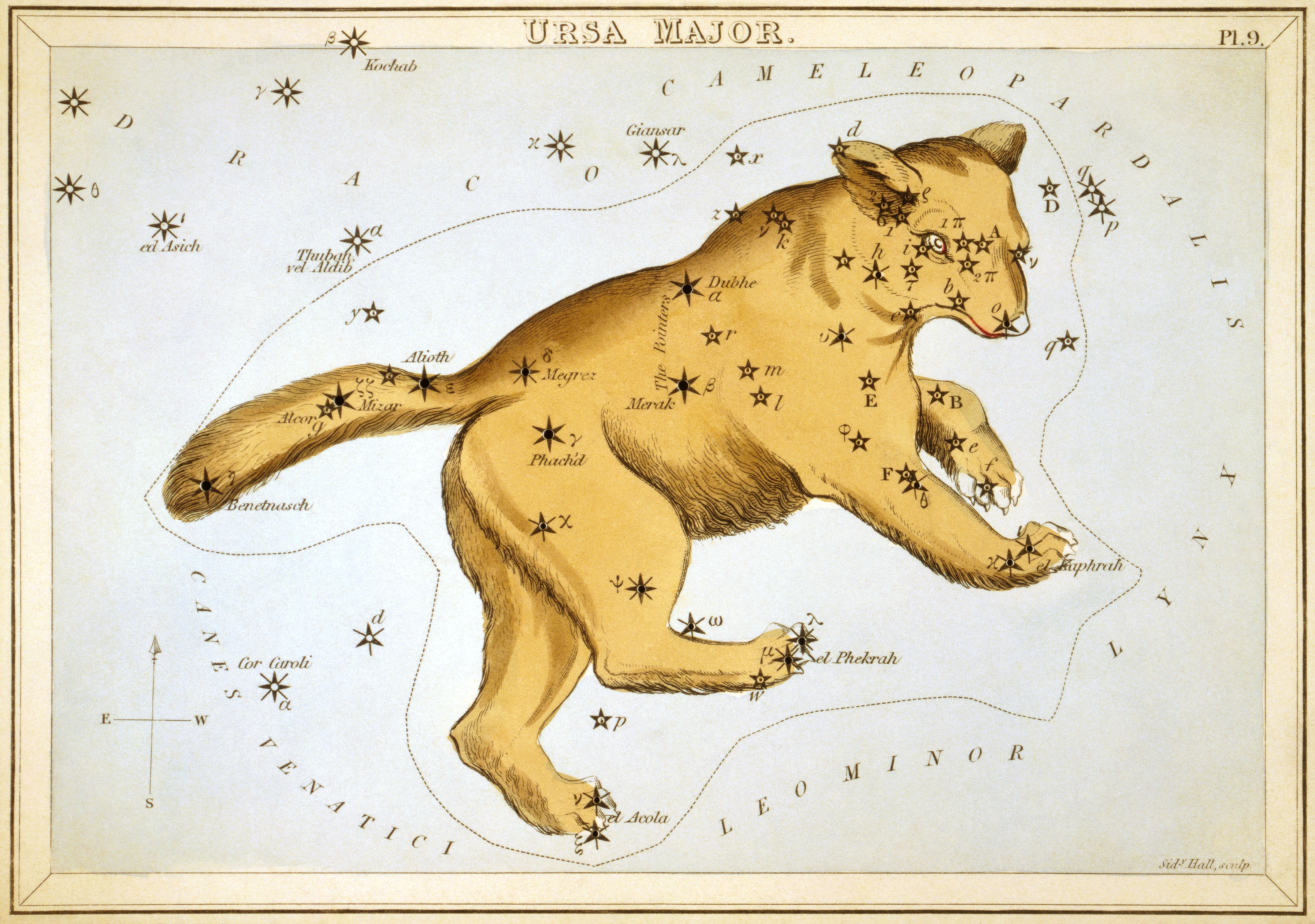
큰곰자리의 별들을 표시한 시드니 홀의 성도(星圖).

히파르코스 위성의 시차 측정에 따르면 알리오스는 지구에서 81 광년(25 파섹) 떨어져 있다. 분광형은 A1p로 여기에서 p는 '특이'(peculiar)를 뜻하며 사냥개자리 알파2형 변광성의 특징을 보일 때 붙인다. 이처럼 특이한 분광형을 보이는 이유는 두 가지이다. 첫째, 알리오스의 강력한 자기장은 항성의 수소로부터 다른 중원소를 분리해 내고 있다. 둘째, 알리오스의 자전축은 자기축에 대해 기울어진 상태로 회전하면서 지구 관측자의 시선 방향으로 여러 원소들을 자기적으로 정렬시키는데 이렇게 정렬된 물질들은 우리 시야에 빠르게 나타났다가 사라지면서 여러 개의 주파수대에서 각자 다른 반응을 보인다. 이로 인해 알리오스는 5.1 일 주기에 걸쳐 변화하는 매우 특이한 분광선을 보여준다. 분광형 뒤에 붙는 'kB9' 기호는 칼슘 K선이 나타난다는 뜻으로, 보통 분광형 B9형 항성에 나타나는 속성이지만 알리오스는 A1 분광형임에도 이 특성을 보여준다.
알리오스의 자전축과 자기축은 서로가 거의 90 도 각도를 이룬다. 크로뮴이 농도 짙게 존재하는 영역은 항성 적도에 대해 90도 각도를 이룬다. 알리오스의 자기장은 코르 카롤리의 15분의 1 수준이지만 지구 자기장에 비하면 100 배 강력하다.

## 문화
'USS 알리오스 (AK-109)'는 미국 해군의 크레이터급 화물선으로 함선명은 이 별의 이름을 딴 것이다.

## 같이 보기
- 겉보기등급 순 항성 목록
- 가까운 밝은 별 목록
- 항성 목록

## 참고 문헌
- 이 문서는 1728 Cyclopaedia(Universal Dictionary of Arts and Sciences)를 기초로 작성되었습니다.